# キース・ハフナゲル
キース・ハフナゲル（Keith Hufnagel, 1974年1月21日 - 2020年9月24日 ）は、アメリカ合衆国のプロスケートボーダー、起業家、ファッションデザイナーであり、HUF (ストリートウェアブランド)の創業者である。

## 生い立ち
メトロポリタン生命保険の副社長である父親と看護師である母親の間に生まれた。マンハッタンで生まれ、スタイブサントタウンのピータークーパービレッジで育つ。1992年に高校を卒業した後、サンフランシスコ州立大学に通うもプロスケートボーダーになるために中退。

## キャリア

### スケートボード
ニューヨーク州ブルックリンバンクス、ブルックリン橋の下の舗装もされていない路地にて10代の頃よりスケートボードをはじめる。1993年にカリフォルニアでプロに転向しFun Skateboardsに参加、のちにRealSkateboardsのJimThiebaudと契約した。 彼はまた、サンダートラックスとスピットファイアウィールとも契約していた。

### ファッション
2002年カリフォルニア州サンフランシスコのテンダーロイン地区に最初のHUFワールドワイドストアをオープン。 すでにスケートボードのデッキやTシャツに使用してたHUFのロゴを使用したアイテムに加え、Supremeをはじめとするブランド衣類、スニーカー、他のスケートボーダーやアーロンローズやハロシなどのアーティストによるアートを取り扱う。
ロサンゼルスを拠点とし、テキサス、ニューヨーク、そして日本にいくつかの店舗を持つチェーンに拡大し、2007年頃にはライフスタイルブランドとして拡大、「H」のラベルが付いたウェアや中指を立てたデザイン、「DirtbagCrew」や「FuckIt」などのモットーを使用したコレクションを販売した。 また、さまざまなブランド、アニメ、バンドなどとコラボレーションしたコレクションをリリースした。
2017年後半、ハフナゲルはHUFをTSIホールディングスに売却。翌年、エディ・ミヨシがCEOに就任。2019年よりHUFのスニーカーはコラボレーションでのみでの製造となり、アパレルのみに注力することとなっている。

## 私生活
2001年にAnneFreemanと結婚。のちに離婚したがAnneFreemanは2013年までHUFビジネス携わっていた。のちにマリエレン・ハフナゲルと再婚。 2人の子供がいる。 
2020年9月ロサンゼルスの自宅にて脳腫瘍で死去。享年46歳。